# 绒毛野桐
绒毛野桐（学名：Mallotus japonicus var. oreophilus）为大戟科野桐属下的一个变种。

## 扩展阅读
- 維基物種上的相關：绒毛野桐